# Llano Verde, Huautla de Jiménez
Llano Verde är en ort i Mexiko.   Den ligger i kommunen Huautla de Jiménez och delstaten Oaxaca, i den sydöstra delen av landet, 280 km sydost om huvudstaden Mexico City. Llano Verde ligger 1 752 meter över havet och antalet invånare är 153.
Terrängen runt Llano Verde är kuperad söderut, men norrut är den bergig. Llano Verde ligger uppe på en höjd. Runt Llano Verde är det ganska tätbefolkat, med 120 invånare per kvadratkilometer. Närmaste större samhälle är Huautla de Jiménez, 8,7 km sydväst om Llano Verde. I omgivningarna runt Llano Verde växer i huvudsak städsegrön lövskog.